# Casa Rashi
La Casa Rashi è un edificio storico nel quartiere ebraico della città di Worms. Si trova a sud del distretto della sinagoga ed è sempre stata una parte importante della Worms ebraica. Nei suoi 800 anni di storia è stata utilizzata in vari modi: come scuola del Talmud, ospedale, sala da ballo e per matrimoni, appartamento per rabbini e casa di riposo. Oggi ospita l'Archivio della città di Worms e il museo ebraico.

## Storia

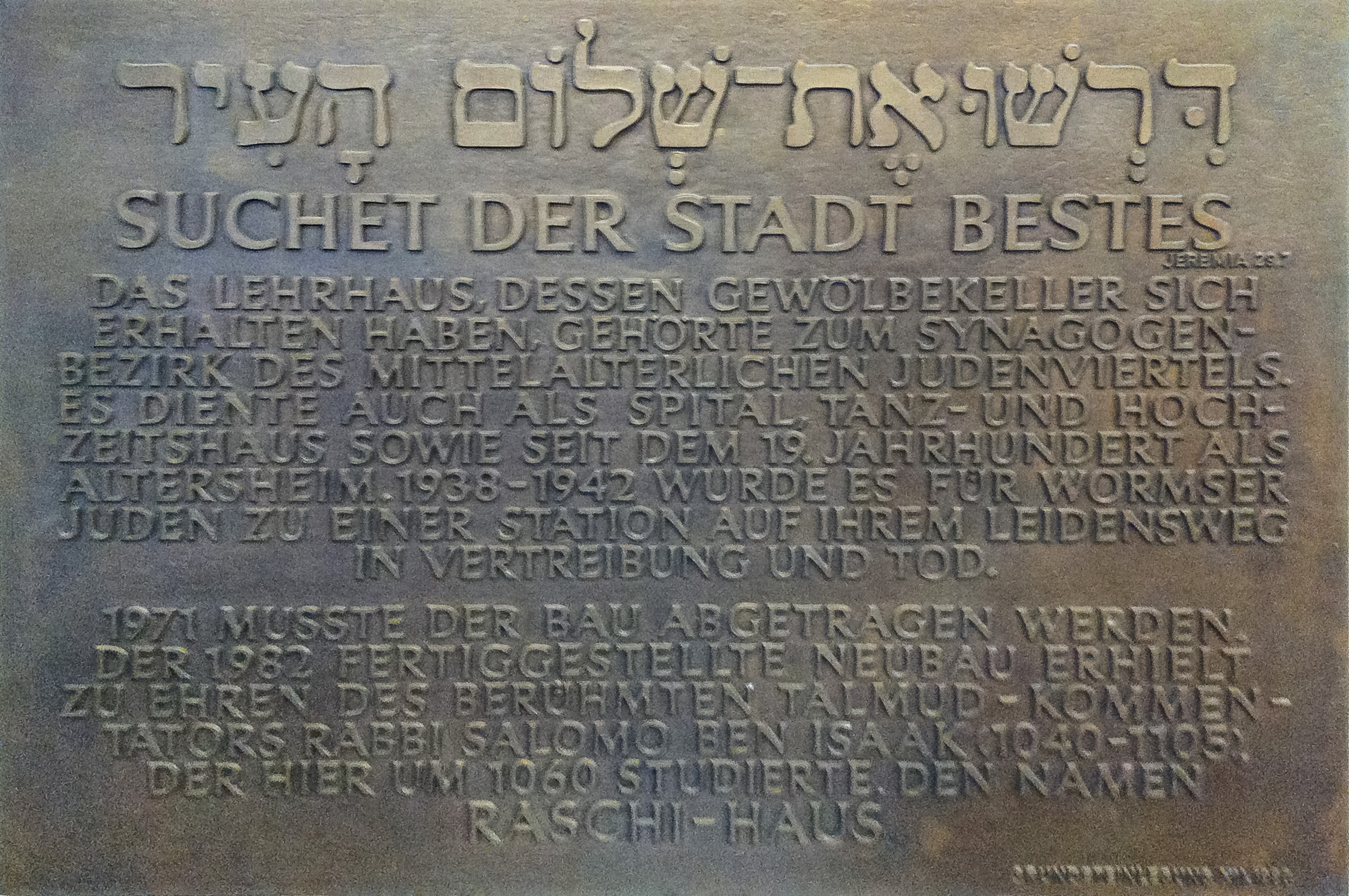
Targa commemorativa per la posa della prima pietra della Casa Rashi

Le parti medievali della Casa Rashi risalgono al XIV secolo. La scuola talmudica medievale, oggi chiamata Rashi Lehrhaus dal nome del suo maestro Rabbi Schelomo ben Jizchaki (1040-1105), fu una delle più importanti della Germania.
Mentre l'edificio nel XV secolo era chiamato Tanzhaus e Spital, in seguito veniva definito "Zur Klause". I suoi seminterrati a volta erano probabilmente utilizzati come cantina. Non si sa cosa accadde alla casa quando la città fu distrutta, nel 1689, dalle truppe del re Luigi XIV di Francia, tuttavia, si può presumere che sia bruciata come l'intera Judengasse. L'edificio ricostruito è menzionato, nel 1760, nel protocollo di visita del magistrato con tutte le altre case su Judengasse.
Nel XVIII secolo c'era una stanza con un santuario della Torah. In questa "Sinagoga Klaus" si svolsero i servizi feriali fino alla costruzione della Sinagoga Levy nel 1875. A quel tempo qui viveva e insegnava anche il rabbino ("docierte"), cioè che dava lezioni private di Talmud. Nel XIX e XX secolo l'edificio fu utilizzato come ricovero per anziani (ospedale) per la comunità ebraica.
Insieme alla sinagoga, alla sala parrocchiale (casa "Zur Sonne") e alla sinagoga Levy, costituiva il centro della comunità ebraica di Worms. Questo è rimasto così fino alla notte dei cristalli nazionalsocialista, quando la mattina del 10 novembre 1938 la vecchia sinagoga venne bruciata e la sala parrocchiale e la sinagoga Levy furono devastate. Come “Judenhaus”, la casa fu poi utilizzata fino al 1942 come luogo di sosta per gli ebrei espulsi dalle loro abitazioni in città e in viaggio verso i campi di sterminio.
Dopo i gravi danni subiti durante la seconda guerra mondiale, l'edificio rischiava di crollare e fu demolito nel 1971. Le volte e parti del piano terra sono state conservate come l'originale tessuto edilizio medievale, in parte risalente all'epoca romana. Per la sua importanza urbanistica, storica e liturgica, fu decisa la ricostruzione dell'edificio demolito come centro di incontri e congressi culturali e completata dal 1980 al 1982; il nuovo edificio è stato modellato sulla casa precedente. Oggi Casa Raschi ospita, al piano interrato e al piano terra, il Museo Giudaico, al piano superiore l'Archivio Comunale di Worms e la Soprintendenza ai Monumenti e al piano superiore l'Archivio fotografico.

## Museo Giudaico

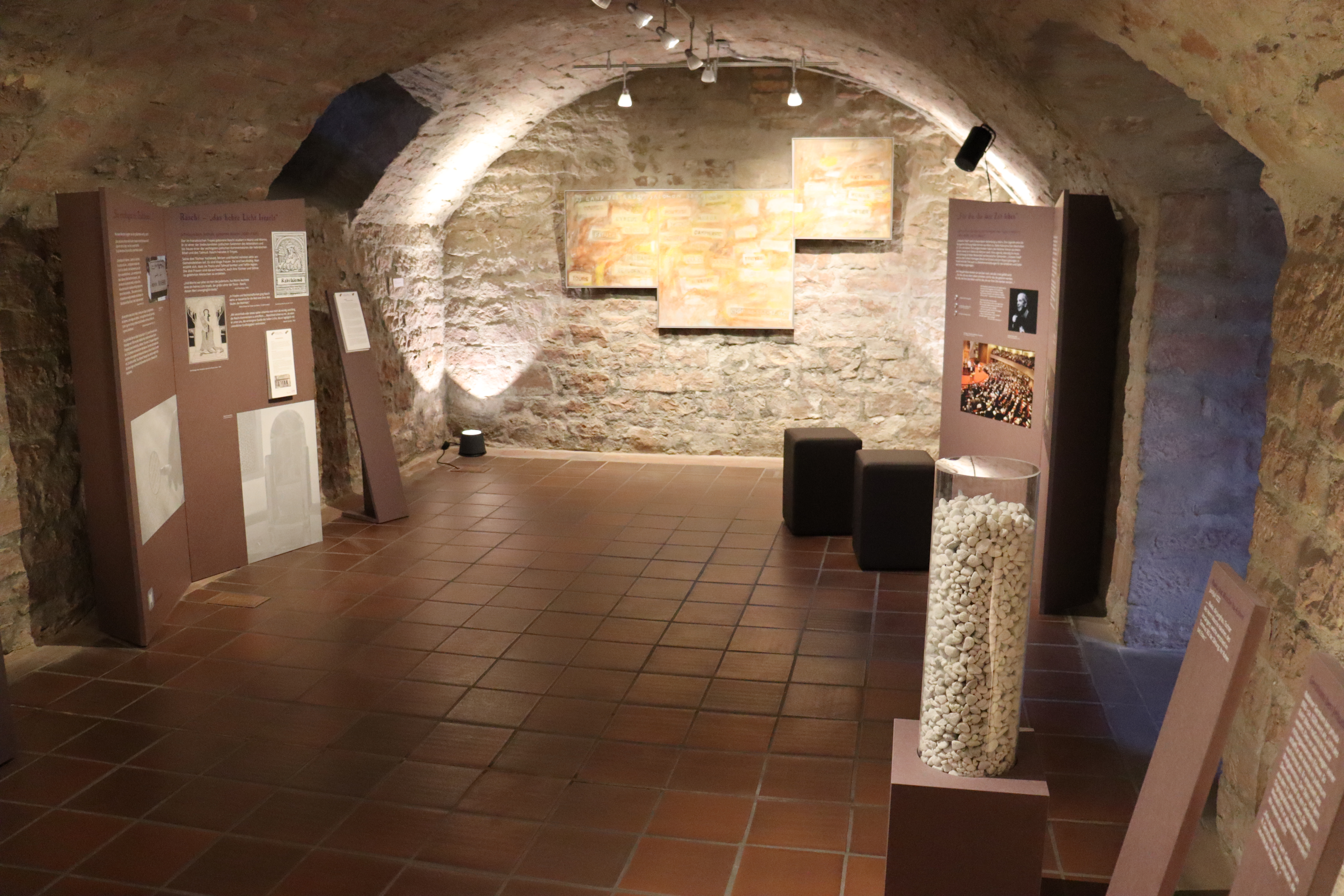
Veduta della mostra inaugurata nel 2020 nella cantina a volta medievale della Casa Rashi

Già quando fu fondata l'Associazione Antichità e fu istituito il Museo Civico, nel 1879/1881, fu sottolineata l'importanza della Worms giudaica, che meritava una esposizione permanente. Dopo alcuni tentativi, nel 1912, fu finalmente fondato un museo ebraico. I reperti erano esposti al piano superiore del portico della sinagoga. Tuttavia, molti di questi pezzi unici sono andati persi quando la sinagoga è stata distrutta il 24 novembre 1938.
Il Museo Giudaico, aperto nel 1982 nella nuova Casa Rashi, ospita un'esposizione permanente di modelli, documenti, piante, oggetti di culto e fotografie sulla storia della vita ebraica dagli inizi, con la prima menzione della sinagoga di Worms nel 1034, fino alla fine della comunità ebraica sotto il nazionalsocialismo.
Questo include un facsimile del più antico documento conservato negli archivi della città, con il quale il re Enrico IV concesse l'esenzione dal dazio agli "Ebrei e altri cittadini di Worms" nel 1074, ma anche reperti archeologici provenienti dai resti strutturali della Worms Judengasse o oggetti sacri come la coppa della confraternita funeraria di Worms.
Ci sono anche mostre speciali, come lo sviluppo della storia architettonica del distretto della sinagoga. Più di recente, il museo è stato ampliato per includere una stazione multimediale digitale. Nel complesso, il museo si concentra principalmente sui pezzi storico-sociali. L'obiettivo è presentare la Worms ebraica come un caso di studio per la vita ebraica sull'Alto Reno.
La precedente mostra permanente è stata chiusa nell'estate 2020 e ridisegnata fino a settembre 2020. L'attenzione si è spostata da Worms alle città SchUM in generale.

## Memoriale
La Casa Rashi funge da luogo di incontro e memoriale. Gli ultimi ebrei di Worms furono deportati da qui nel 1942. L'“Associazione Rashi-Lehrhaus Worms e. V.“ fece campagna per la ricostruzione dal 1968. Nella progettazione venne coinvolta anche la “Rashi Association” di New York, che si dedica alla conservazione dei monumenti ebraici in tutto il mondo.